# Parma (escudo)

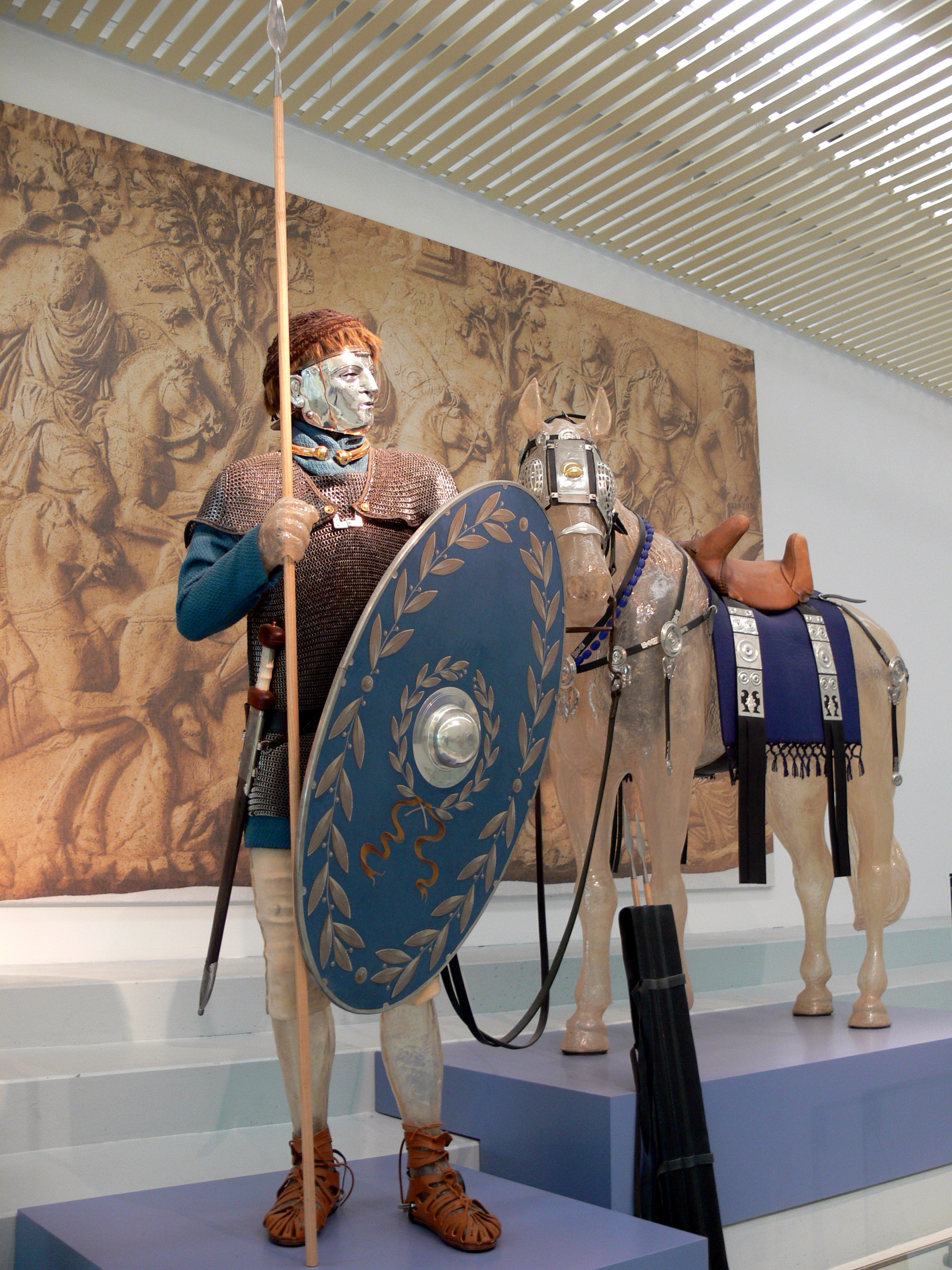
Reconstrução de um guerreiro romano usando parma

Parma ou pármula era um escudo romano de forma arredondada e bastante leve, porém muito resistente, utilizado por cavaleiros ou infantes com armadura leve (vélites e leves). Era pequeno, medindo apenas 91 centímetros, e tinha uma estrutura de ferro para reforçá-lo e às vezes pedras preciosas para adorno. Na dança pírrica, o parma foi erguido acima da cabeça dos soldados e espancado com uma espada de modo a emitir um alto ruído de toque. O termo parma por vezes foi aplicado para o cetra, outro tipo de escudo circular pequeno que assemelhava-se a este escudo.
Virgílio, em sua Eneida, em certa passagem associa o termo ao clípeo do Paládio, pois, sendo pequena a estátua, o escudo também o era em proporção. No Museu Woodwardian havia um parma votivo, gravado e dourado, no qual há uma representação provável do saque de Roma em 387 a.C. por Breno e sua recuperação por Marco Fúrio Camilo nas bordas e uma bossa com uma face grotesca com chifres de carneiro, folhagens e uma barba torcida. Provavelmente fora feito no reinado de Cláudio (r. 41–54) ou Nero (r. 54–68).